# Phêrô Maria Khuất Văn Tạo
Phêrô Maria Khuất Văn Tạo (1900–1977) là một giám mục người Việt Nam thuộc Giáo hội Công giáo Rôma. Ông từng đảm nhận vai trò Giám mục chính tòa tiên khởi Giáo phận Hải Phòng từ năm 1960 đến năm 1977. Trước đó, ông từng đảm nhận vai trò Giám quản Tông Tòa Địa phận Hải Phòng từ năm 1955 đến năm 1960, kiêm Giám quản Tông tòa Địa phận Bắc Ninh từ năm 1955 đến năm 1963 (từ năm 1960 thăng cấp thành giáo phận Bắc Ninh). Khẩu hiệu Giám mục của ông là "Chiến thắng trong bác ái".

## Thân thế và tu học
Phêrô Maria Khuất Văn Tạo sinh ngày 1 tháng 1 năm 1900 tại Hà Thạch, Bất Bạt (nay thuộc xã Hà Thạch, thị xã Phú Thọ), Phú Thọ thuộc giáo phận Hưng Hóa. Tài liệu sách Chứng Từ của một Mục Tử ghi nhận ông quê quán tại xã Xuân Vân, huyện Phúc Thọ, tỉnh Sơn Tây (nay thuộc xã Xuân Đình, huyện Phúc Thọ, thành phố Hà Nội). Ông có tên khai sinh là Phêrô Khuất Văn Ẩn, con trai đầu lòng của ông Giuse Khuất Văn Định và bà Anna Nguyễn Thị Lợi.
Năm 11 tuổi, cậu bé Khuất Văn Ẩn quyết định đi theo con đường tu trì và được linh mục Giuse Nguyễn Công Triệu thuộc giáo phận Hưng Hóa nhận làm nghĩa tử. Từ đây, cậu mang tên mới là Khuất Văn Tạo. Sáu năm sau đó, cậu được cho nhập học tại tiểu chủng viện Hà Thạch tại phủ Lâm Thao, tỉnh Phú Thọ. Sau mười năm tu học, Khuất Văn Tạo được triệu về học triết lý tại Hưng Hóa.

## Thời kỳ linh mục
Sau một khoảng thời gian dài tu học, ngày 10 tháng 6 năm 1933, Phó tế Phêrô Khuất Văn Tạo tiến đến việc được truyền chức linh mục. Sau khi được thụ phong, tân linh mục Khuất Văn Tạo được cử làm linh mục phó, hỗ trợ linh mục Mazé Kim, sau là giám mục Hưng Hóa. Năm 1939, ông được bổ nhiệm phụ trách trường tập (đào tạo giáo sĩ Công giáo) mới thành lập. Linh mục Tạo đã đảm nhận vai trò này đến sau năm 1945.
Giám mục Mazé và các linh mục người Pháp bị yêu cầu về Hà Nội, linh mục Khuất Văn Tạo phải đảm nhiệm mọi công tác ở Nhà chung (Tòa giám mục) Hưng Hóa với nhiều vai trò khác nhau như Quản lý Địa phận, linh mục chính xứ Hưng Hóa, Bề trên Trường Tập. Tháng 5 và tháng 10 năm 1947, máy bay chiến đấu của Pháp rải bom Tòa giám mục Hưng Hóa và trong lần tháng 10 chiếm đóng Tòa giám mục trong khoảng thời gian vài ngày. Sau khi quân đội Pháp rút khỏi Tòa giám mục, họ buộc linh mục Khuất Văn Tạo theo họ. Vì không mong muốn theo Pháp, linh mục Tạo buộc quân đội Pháp tuyên bố về việc họ buộc linh mục Tạo theo họ, sau đó ông mới chịu đi. Đây là sự kiện khiến chính quyền Việt Nam xem rằng ông theo Pháp.
Sau khi được quân đội Pháp thả tự do, linh mục Khuất Văn Tạo trở về Sơn Tây, thành lập trại di cư Văn Côi trong khoảng thời gian đầu năm 1951. Năm 1952, Giám mục bổ nhiệm ông phụ trách Tiểu chủng viện Thánh Giuse ở Tông, đồng thời ông tiếp tục xây dựng một trại di cư ở Kim Sơn. Trại Kim Sơn hoạt động cho đến khi giáo dân di cư vào Nam năm 1954.

## Thời kỳ giám mục

### Bổ nhiệm và tấn phong
Năm 1954, Giám mục đương nhiệm Hạt Đại diện Tông Tòa Hải Phòng (Địa phận Hải Phòng) Giuse Trương Cao Đại di cư vào Nam theo hiệp định Genève. Phần lớn các linh mục, giáo dân Địa phận cũng quyết định di cư vào Nam. Thời kỳ giám mục Khuất Văn Tạo quản nhiệm chỉ còn 9 linh mục còn khả năng cử hành mục vụ trên tổng số 11 linh mục và tất cả tuổi đều đã cao.
Tháng 2 năm 1955, Giám mục Mazé Kim nhắn tin báo rằng Khâm sứ Tòa Thánh cần gặp linh mục Khuất Văn Tạo càng sớm càng tốt. Linh mục Tạo xin giấy thông hành, đạp xe đạp đến Hà Nội để thực hiện cuộc gặp. Tại cuộc gặp này, Khâm sứ Tòa Thánh loan tin Tòa Thánh bổ nhiệm linh mục Tạo làm giám mục hiệu tòa, cai quản 2 địa phận Hải Phòng và Bắc Ninh. Linh mục Tạo từ chối với lý do khó hèn bất lực. Sau khi nghe Khâm sứ xác nhận Hải Phòng đã có linh mục Tổng đại diện và bỏ qua ý kiến của Đại diện Tông Tòa Địa phận Hà Nội Giuse Maria Trịnh Như Khuê, linh mục Tạo bỏ về Hưng Hóa. Linh mục Khuất Văn Tạo viết trong hồi ký: Mừng thầm, tôi vội lấy xe đạp thủng thỉnh thuận gió đạp ngược đến nhà ngủ một giấc ngon, không nhớ từ bé đến hôm ấy có giấc ngủ nào ngon như thế chăng. Mừng vì dù sao giáo phận này cũng có người “đứng mũi chịu sào”, mình có suy nghĩ thêm về việc trạch cử” cũng không sao. Tháng 8 năm 1955, Khâm sứ lại lặp lại đề nghị với linh mục Tạo và lần này ông chấp nhận đề nghị làm giám mục. Viết trong hồi ký, ông cho biết sở dĩ nhận chức vụ là do có thể hứng mũi chịu sào, đỡ đần các linh mục.
Trên thực tế, ngày 7 (hoặc 8) tháng 5 năm 1955, Tòa thánh đã ra sắc lệnh bổ nhiệm linh mục Phêrô Maria Khuất Văn Tạo làm Giám mục, chức giám mục Hiệu tòa Carilla, đảm nhận vai trò Giám quản Tông tòa Hạt Đại diện Tông Tòa Hải Phòng. Ngoài ra, Tòa Thánh còn bổ nhiệm tân giám mục làm Giám quản Tông Tòa tại Hạt Đại diện Tông Tòa Bắc Ninh. Việc bổ nhiệm này nhằm thay thế giám mục Trương Cao Đại di cư và giám mục Đa Minh Hoàng Văn Đoàn của Bắc Ninh bị gãy xương chân xin đi Hồng Kông.
Sau khi chính thức bổ nhiệm, việc tấn phong bị trì hoãn nhiều lần. Khâm sứ Tòa Thánh yêu cầu tổ chức lễ tấn phong bằng bất kỳ cách nào. Tin bổ nhiệm được công bố, Giám mục Mazé Kim đến báo tin cho chính quyền tỉnh Sơn Tây và họ cho rằng việc nội bộ của Công giáo nên không liên quan đến chính quyền. Tuy vậy, người hỗ trợ mua các lễ phục giám mục bị bắt giữ tại Hà Nội cùng các phẩm phục vừa mua trong vòng một tháng. Lễ tấn phong ngày 7 tháng 2 năm 1956 tại nhà thờ Sơn Tây do Giám mục Hưng Hóa Jean-Marie Mazé Kim chủ phong. Thành phần tham gia lễ không có bất kỳ giáo dân nào, chỉ gồm các giáo sĩ với các vai trò khác nhau: giám mục truyền chức và thụ chức, linh mục Tổng Đại diện tên Thi và linh mục Hiển trong vai trò trợ phong. Ngoài ra còn có linh mục Vy phục trách lễ nghi và linh mục Huệ được phân công bổ củi và gác cổng.

### Nhậm chức và mục vụ
Sau khi được tấn phong, giám mục Khuất Văn Tạo không được chính quyền địa phương cấp giấy di chuyển. Việc này được giải quyết khi trình thủ tướng Việt Nam Dân chủ Cộng hòa Phạm Văn Đồng. Tuy vậy, đến ngày 23 tháng 3 năm 1956, giám mục Tạo mới được cấp phép và lên đường nhậm chức đến Bắc Ninh vào ngày hôm sau.
Tại Bắc Ninh, giáo dân đi dân công nên đến chiều mới đến gặp mặt tân giám mục. Tại đây, giám mục Khuất Văn Tạo khuyên giáo dân tin cậy mến thờ Chúa, thương yêu đoàn kết và trung thành với Chúa, với Hội Thánh, với Tổ quốc. Sau đó, ông đến chào thăm Ủy ban Hành chính tỉnh Bắc Ninh và mời họ đến dự buổi tiệc do địa phận tổ chức. Tại buổi liên hoan, giám mục Khuất Văn Tạo kêu gọi người Công giáo tích cực yêu nước Việt Nam trên hết nhưng không được thù hận các quốc gia khác, tham gia tích cực các việc ích nước lợi dân. Ngoài ra, giám mục Tạo còn kêu gọi đoàn kết Bắc Ninh, giai cấp và hỗ trợ nhà cầm quyền sáng suốt nhằm mưu ích cho đất nước. Quốc gia ông ám chỉ có thể là miền Nam Việt Nam, vì ông cho rằng việc bôi xấu giữa hai miền làm người ngoài chỉ cảm thấy toàn quốc (Việt Nam) toàn xấu.
Một ngày sau bữa liên hoan, giám mục Khuất Văn Tạo thực hiện các công tác mục vụ: bầu hội đồng địa phận, phụng vụ Tuần Thánh, cử hành nghi lễ cưới Công giáo, phép Thêm Sức, rửa tội, thăm trại phong, thăm các giáo xứ, giáo họ. Ông được phép thăm giáo dân, tỉnh Bắc Giang cấp giấy cho phép ngày giờ và địa điểm được đến, chỉ cần trình cho chính quyền địa phương. Sau quá trình vận động chính quyền tỉnh Bắc Ninh, đếm ngày 27 tháng 4 năm 1956, ông được cấp giấy thông hành đi Hải Phòng. Trong thời gian ở tỉnh Bắc Ninh, lúc vừa về nhận địa phận, giám mục Tạo đã kêu gọi không phân biệt giai cấp, luận điệu này làm cho ông bị chất vấn bởi Ủy ban Hành chính Bắc Ninh vào ngày 19 tháng 4. Khi bị chất vấn về vấn đề đoàn kết giai cấp, giám mục Khuất Văn Tạo nêu lên ý kiến của ông này rằng những người địa chủ không phải lúc nào cũng từ bóc lột mà giàu có và quy định pháp luật không thể bất hồi tố như đã diễn ra được.
Đến Hải Phòng, chỉ có vài linh mục và giáo dân đón Tân giám mục vì họ đang trong phong trào Cải cách ruộng đất. Ông đến chào thăm Ủy ban Hành chính Thành phố Hải Phòng, Mặt trận Tổ Quốc và gửi lời mời họ tham dự tiệc trà do các giáo xứ ngoại thành tổ chức. Ông chính thức nhậm chức tại Địa phận Hải Phòng ngày 28 tháng 4 năm 1956.
Chỉ hai ngày sau chính thức nhậm chức, ngày 30 tháng 4 năm 1956, giám mục Khuất Văn Tạo tiếp đón linh mục Võ Thành Trinh và Nguyễn Hiếu Lễ đến từ Ủy ban Liên Lạc Công Giáo từ miền Nam. Giám mục Tạo tuyên bố không ban tờ cho phép cử hành các nghi thức Công giáo cho hai linh mục này để họ làm mục vụ tại bất kỳ địa điểm nào trong hai Hạt Đại diện Tông Tòa Hải Phòng và Bắc Ninh. Cuối tháng 5 năm 1956, giám mục Tạo sinh giấy thông hành đến Hà Nội nhưng chính quyền thành phố Hải Phòng yêu cầu chỉ chấp thuận nếu từ Hà Nội, giám mục Tạo về Bắc Ninh. Giám mục Tạo phản đối việc này và được thành phố chấp nhận việc trở lại Hải Phòng.
Sau chuyến thăm Hà Nội, ông đến thăm và thực hiện các công việc mục vụ Công giáo tại Địa phận Bắc Ninh cho đến ngày 28 tháng 6 năm 1956 thì trở lại Hải Phòng. Một ngày sau khi trở về, đồn công an Nhà máy Nước triệu tập ông hai lần với lý do thủ tục thông hành nhưng không có vấn đề quan trọng. Tại Hải Phòng, Mặt Trận Tổ Quốc khu Tả Ngạn (gồm các tỉnh Hải Dương, Hưng Yên, Hải Phòng, Nam Định, Thái Bình ngày nay) phê phán giám mục Khuất Văn Tạo về chủ trương trả lại tài sản của cho địa chủ, gọi Linh Mục Vũ Xuân Kỷ - chủ tịch Ủy ban Liên lạc Công Giáo toàn quốc, là Lucifer và không đề cập đến lòng yêu nước trong các chuyến đi mục vụ. Sau khi có những chuyến thăm mục vụ tháng 6 năm 1956 tại Bắc Ninh, mãi đến ngày 23 tháng 8 năm 1956, sau nhiều vấn đề đăng ký và xin phép chính quyền, ông mới có giấy thông hành để lên đường thăm mục vụ các giáo xứ, giáo họ thuộc địa phận Hải Phòng. Ông đi nhiều nơi và mỗi nơi đều ghi chép về các điểm chính yếu. Các chuỗi thăm mục vụ kết thúc vào ngày 5 tháng 11 năm 1956, khi ông cử hành lễ kính các chân phước Tử Đạo Việt Nam tại giáo xứ Liễu Dinh, sau đó về thực hiện nghi thức cấm phòng cho các thầy cao tuổi cũng như các linh mục. Sau nghi thức cấm phòng, giám mục Khuất Văn Tạo tiếp tục thăm mục vụ các giáo xứ thuộc địa phận Bắc Ninh cho tới cuối năm 1956 mới trở lại Hải Phòng. Nhiều lần các chuyến đi mục vụ gặp mưa lớn và ông phải lội nước đến nhà thờ, có khi vị giám mục đói lả khi kết thúc công việc.
Giám mục Khuất Văn Tạo thường tẩy chay và kiên quyết không cấp phép cử hành các nghi lễ Công giáo cho các linh mục theo Ủy ban Liên lạc Công giáo, tiền thân của Ủy ban Đoàn kết Công giáo. Phái đoàn của Giám mục Pavol Brezanóczy đến Hải Phòng năm 1961 trong phái đoàn chính phủ Hungary không được ông tiếp đón vì cộng tác với chính quyền do Cộng sản lãnh đạo. Trong hoàn cảnh thiếu linh mục, ông vẫn quyết định đình chỉ linh mục Phạm Quang Phước, không cho linh mục này cử hành các bí tích Công giáo. Linh mục Phước nhiều lần nhờ sự can thiệp từ các tổ chức chính quyền và ông này vận động Ủy ban Hành chính Hải Phòng, Mặt trận Tổ Quốc, Ủy ban Liên lạc Công giáo và nhiều thành phần giáo dân gây áp lực nhằm yêu cầu giám mục Tạo chấp nhận cho ông cử hành các nghi lễ Công giáo. Phản ứng của giám mục Khuất Văn Tạo không mang tính cá nhân vì chính sách chung của Giáo hội Công giáo vào thời gian này, với thư từ Tòa Thánh ngày 7 tháng 5 năm 1955 và Quyết Nghị của các Bề Trên địa phận ở Việt Nam ngày 13 tháng 3 năm 1955 không cho các giáo dân gia nhập Ủy ban Liên lạc Công giáo. Mối quan hệ giữa linh mục Phước và giám mục Tạo vẫn còn bình thường cho đến năm 1961 khi linh mục Phước lên án giám mục Tạo về cung cách lỗi thời.
Ủy ban Hành chính tỉnh Phúc Yên có đề nghị tham gia nghi lễ Giáng sinh Công giáo, tuy vậy giám mục Khuất Văn Tạo không đồng tình với đề nghị này. Trong cuộc gặp vào ngày 23 tháng 12 năm 1956, ông giải thích lý do ông không dám mời họ đến dự. Tất cả gồm có 4 lý do: tôn trọng tự do (tôn giáo, tư tưởng) của các cán bộ; lễ nghi kéo dài với nhiều tiểu tiết không thoải mái; việc mời đoàn cán bộ ngồi hàng đầu gây nhiễu cho giáo dân tham gia lễ và sợ đụng chạm về tôn giáo trong bài giảng (Diễn thuyết) trong lễ. Vài ngày sau đó, ngày 29 tháng 12, Ủy ban Hành chính tỉnh Bắc Ninh phê phán Công giáo rao giảng cấm cách giáo dân gia nhập đoàn thể chính trị, giám mục Tạo tuyên bố giáo dân có quyền tham gia hoạt động chính trị nhưng với tư cách cá nhân và họ có bổn phận mưu ích nước, lợi dân đồng thời vinh danh Thiên Chúa và Giáo hội.
Năm 1957, toà giám mục Hải Phòng mua được chiếc xe Gíp dùng để đi lại tạo thuận tiện cho các chuyến thăm mục vụ. Tuy vậy, từ năm 1957, giám mục Khuất Văn tạo bị giới hạn, không thể tiếp tục thực hiện các chuyến thăm mục vụ.
Ngày 6 tháng 1 năm 1957, giám mục Khuất Văn Tạo cống bố việc Tòa Thánh đã công bố không thể cử hành nghi thức Công giáo cho những người đã gia nhập Ủy ban Đoàn kết Công giáo. Tuyên bố này được chuyển thành thông cáo đề ngày 10 tháng 1 với nội dung loan tin Ủy ban vượt quyền Giáo hội. Việc này nhiều giáo dân chống đối giám mục Tạo. Ngày 27 tháng 7 cùng năm, giám mục Tạo gửi thư riêng cho các linh mục về cách xử lý đối với các thành viên Ủy ban Liên lạc Công giáo trong nghi thức Bí tích Hòa Giải.
Giữa tháng 8 năm 1957, giám mục Khuất Văn Tạo ra tòa án Nhân dân Thành phố Hải Phòng để trả lời chất vấn về vấn đề in văn bằng, bằng khen và tờ tuyên xưng đức tin mà không xin phép chính quyền, lúc chiều ngày 16. Trong ba ngày 16 đến 18 tháng 8, giám mục Tạo bào chữa cho bản thân trước tòa, ông cho rằng đó không phải là sách báo bán cho mọi người nên không cần xin phép. Lý do chính là vì văng bằng có in nội dung Tôi không dám gia nhập, tán thành, ủng hộ đảng phái nào Toà Thánh Roma đã bài bác. Một tuần sau đó, ngày 24 tháng 8, ông đến Tòa án để trả lời chất vấn về quyết nghị của các Bề Trên địa phận và của Khâm sứ Toà Thánh ký ngày 12 tháng 3 năm 1955 và việc giám mục Tạo nhận được bản sao các thông tin này ngày 16 tháng 9 năm 1956. Nội dung các văn bản trên là nói về Ủy ban Liên lạc Công Giáo. Ông xác nhận có nhận các văn kiện trên và cho thi hành nhưng không thể ép buộc giáo dân vì người ta có thể dễ dàng bỏ đạo mà các giáo sĩ không thể làm gì được. Giám mục Tạo nêu rõ ai theo đạo thì cần tuân luật đạo. Giám mục Khuất Văn Tạo cho rằng trong chế độ tự do tôn giáo việc này không có tội và dùng nguyên tắc bất hồi tố trong luật để bác bỏ luận điểm của tòa án, ông cho rằng các văn bản ông có được ký trước luật Tự do tín ngưỡng. Nhiều giáo dân bỏ công việc đến tòa án xem sự việc xử giám mục Tạo.
Giám mục Khuất Văn Tạo nói với ông Trần Xuân Bách, Trưởng Ban Tôn giáo Trung ương ở phủ Thủ tướng rằng nếu Ủy ban Liên lạc Công Giáo lập đạo riêng ra là yên chuyện, chúng tôi không đả động chi. Trong lá thư hồi đáp thư của ông Bách gửi qua tay ông Nguyễn Ngọc Thanh với nội dung chính nói r8àng hãy tin tưởng ông Bách, giám mục Tạo bày tỏ tôi chỉ mong làm người công dân tốt, ước mối quan hệ giữa Giáo hội với chính quyền tốt thêm lên. Ngày 3 tháng 12 năm 1957, giám mục Khuất Văn Tạo bị Toà án triệu tập đến tòa vào ngày 4 tháng 12 và bị tra hỏi các nội dung rằng ông có chống lại Chính phủ và có nhận rằng quyết nghị của các Đấng Bề Trên địa phận có Khâm sứ là trái với lệnh của Chính phủ. Giám mục Tạo đáp rằng ông không chống đối.
Các thành viên Ủy ban Liên lạc Công giáo tiến hành nhiều hoạt động phản đối: cản trở việc làm hang đá ở nhà thờ chính tòa Hải Phòng. Đầu năm 1958, họ đến Tòa giám mục nhằm mắng linh mục Phạm Hân Quynh và yêu cầu linh mục này từ thời điểm đó không được giảng lễ nữa. Ngày 19 tháng 1, 100 thành viên Ủy ban Công giáo đến Tòa giám mục chờ gặp linh mục Phạm Hân Quynh nhằm gây chuyện.
Từ tháng 4 năm 1959, Tòa giám mục Hải Phòng không được tiếp tục nhận nhận số tiền nhà do Ủy ban quản lý tài sản đưa vì chính quyền Việt Nam cho rằng Tòa giám mục (Nhà Chung) không có đủ giấy tờ. Giữa tháng 1 năm 1960, nhiều nhóm, đoàn thể đến thỉnh cầu giám mục Khuất Văn Tạo cho phép linh mục Phạm Quang Phước cử hành các lễ nghi Công giáo, sau khi đã hơn 2 năm linh mục này hứa rút khỏi Ủy ban Liên lạc Công giáo nhưng chưa thi hành. Giám mục Tạo từ chối các đề nghị này. Ngày 15 tháng 1, Ủy ban Hành chính Hải Phòng mời giám mục Khuất Văn Tạo nhằm tuyên bố phản đối ông vì bắt linh mục Phước rút khỏi Ủy ban Liên lạc Công giáo, Mặt trận Tổ quốc và Đại biểu Hội đồng Nhân dân. Họ cho rằng giám mục này hành động vượt chính quyền và cấm linh mục Phước tham gia tổ chức yêu nước là trái chính sách pháp luật. Ủy ban nhận định giám mục Tạo dùng cấm phòng đầu năm 1959 để làm chính trị.

### Thời kỳ giám mục chính tòa
Ngày 24 tháng 11 năm 1960, Tòa thánh thành lập hàng giáo phẩm Việt Nam, Giám mục Khuất Văn Tạo được nâng lên hàng Giám mục chính tòa giáo phận Hải Phòng. Trên thực tế, các thông tin từ Giáo hội Công giáo trên thế giới vẫn đến được Hải Phòng và giám mục Khuất Văn Tạo ghi lại trong hồi ký về việc cử hành cầu nguyện. Các biến cô được ghi chép gồm: sự qua đời của giáo hoàng Piô XII và giáo hoàng Gioan XXIII, lễ đăng quang của giáo hoàng Gioan XIII và giáo hoàng Phaolô IV và biến cố Công đồng Vatican II.
Giám mục Khuất Văn Tạo giữ lập trường cứng rắn với trường hợp linh mục Phạm Quang Phước, dù linh mục Tổng đại diện Hiệp đã đề nghị ông mềm dẻo. Việc này khiến linh mục Phước nhiều lần phản ứng và chê trách giám mục Tạo: xã hội người ta tiến, Đức Cha cứ ỳ ra thế, lúc thống nhất khắc biết, ở xã hội nào phải tùy xã hội ấy, tôi làm việc xã hội chứ làm gì hại Giáo Hội mà không cho tôi làm lễ. Những người ủng hộ linh mục này sau đó gây khó khăn cho giám mục Tạo cùng các linh mục khác, họ nhắc đến vụ việc tại Tu Vũ theo quan điểm của mình: Đức cha ở Tu Vũ đã bắn chết bao nhiêu đồng bào rồi, bây giờ lại ngăn cấm không cho tham gia công tác xã hội không cho làm việc yêu nước. Ngoài ra, nhóm này lập kế hoạc đưa các linh mục đến Đồng Giá để thực hiện nghi lễ cấm phòng nhằm rao truyền tin các linh mục rời bỏ giám mục Tạo đi theo linh mục Phước vì giám mục Tạo không cho tham gia Ủy ban Liên lạc Công giáo, tuy nhiên việc này bất thành. Theo tài liệu Hồi ký ghi chép của giám mục Tạo, ông cho rằng nhóm người từ ủy ban này do chính quyền Việt Nam điều động.
Các hoạt động phản đối của các thành viên Ủy ban Công giáo có hiệu quả khi trong năm 1962, không có cấm phòng như các năm. Giám mục Tạo bị cô lập và cảm thấy cô đơn, trong hồi ký, ông ví mình với việc Chúa ở vườn Giêt-xi-ma-ni khi lễ giáng sinh cùng năm cử hành chỉ có mỗi giám mục. Trong lễ này, ông lên án việc phá thai và ông cho rằng vô nhân đạo. Về chính trị, ông quan tâm đến sự kiện Đảo chính Việt Nam Cộng hòa 1963 khi gia đình Tổng thống họ Ngô bị giết chết. Ngày 29 tháng 12 năm 1962, Mặt trận Tổ Quốc hỏi giám mục Tạo về vấn đề đào tạo trong các trường Chủng viện Công giáo theo chương trình chính phủ mà đến thời này lại không chấp nhận. Giám mục Tạo phản hồi rằng chỉ những người muốn đi thi mới tự động học theo chương trình của Chính phủ thôi. Còn việc dạy chữ, dạy khoa học nếu không giải thích thì ai dạy cũng được. Ông bày tỏ lo lắng nếu góp ý kiến, giải thích, phê bình có lúc trái ngược nhau, ví dụ là thuyết người tiến hóa từ khỉ.
Giám mục Khuất Văn Tạo ít nhắc đển chủ nghĩa Cộng sản và chỉ trả lời trong các trường hợp bị cật vấn. Trước luận điểm của Ủy ban Hành chính Hải Phòng ngày 11 tháng 2 năm 1964 về việc có tố cáo các giáo sĩ Công giáo không cần nhắc đến [chủ nghĩa] Cộng sản, giám mục Tạo đáp rằng các giáo sĩ không có thành kiến và nhận thức chính quyền, tôn trọng chính quyền như các chính quyền thời vua quan Phật giáo, Khổng giáo, Tam điểm. Ngày 18 tháng 4, trong phiên tòa về tội lưu hành Thông Điệp Mẫu Sư (Mater et Magistra), sách báo tài liệu Công Giáo, Giám mục Tạo nhận định vì niềm tin vào Thượng đế khác nhau nên một người không thể là người Công giáo vừa là người theo chủ nghĩa Cộng sản.
Ngày 17 tháng 9 năm 1964, tại sở Công An Hải Phòng, khi bị tố cáo không khích lệ đồng bào đứng lên chống Mỹ, giám mục Khuất Văn Tạo phản bác rằng người Công Giáo chúng tôi làm được sự phải làm là cầu cho tổ quốc nhất là cho các nhà cầm quyền Bắc Nam sáng suốt vô tư, vô tư, vô tư, không ích kỷ, tư lợi, gia đình... và Bắc Nam cũng là đồng bào, trong dàn xếp mâu thuẫn không thể đứng về một trong hai bên. Về việc theo Mỹ, ông khẳng định mình chưa gặp và chưa từng nói chuyện với người Mỹ. Sở Công an cũng cho Giám mục Tạo nghe bản thông tư Phó thủ tướng Phan Kế Toại ký ngày 10 tháng 12 năm 1957 về nội dung chính là việc mở trường tư thục cần học theo chương trình nhà nước và mở trường đào tạo thuộc tôn giáo ngoài các môn riêng còn có các môn theo sự chỉ đạo của bộ Giáo dục. Thông tin này cũng quy định việc dạy giáo lý trong thời hạn ngắn hay dạy kinh phải xin phép. Cấm phòng không cần xin phép nhưng cần báo với chính quyền trước. không phải xin phép song phải báo với chính quyền trước. Sau đó, giám mục Tạo cũng được phố biến thông tư bổ sung do Thủ tướng Phạm Văn Đồng ký với nội dung chính là tuyển học sinh vào trường tôn giáo phải được nhân dân nhận xét cho phép. Chịu chức phải có chính quyền xét duyệt tuỳ hoạt động nơi huyện, tỉnh hay khu gồm nhiều tỉnh, phải được huyện, tỉnh khu xét duyệt.
Nhắc đến vấn đề các linh mục làm tuyên úy quân đội nhưng vẫn được làm lễ, giám mục Khuất Văn Tạo cho rằng các linh mục vào quân đội nhằm chăm lo đời sống tôn giáo cho binh sĩ và gia đình và không tham gia chiến đấu. Ông cũng cho biết nếu chính phủ cần người để chăm lo đời sống tôn giáo cho binh sĩ thì Giáo hội Công giáo sẽ đáp ứng. Ngoài ra, tin đồng theo Tây của giám mục Khuất Văn Tạo cũng được nhắc đến, có người cho rằng ông lập đồn bốt sát hại người Việt. Khi Trưởng công an Hải Phòng là ông Lê Minh cho phép các linh mục giáo phận khác đến làm giáo sư chủng viện tại Hải Phòng có nhắc đến việc các linh mục được đưa đến cần là những người tốt, chứ không phải những người đã đứng lập bốt, nợ máu phải trả nợ trước nhân dân giám mục Tạo lặng thinh không thanh minh. Trong Hồi ký, ông cho biết ông nghĩ đến thành kiến nhiều người cho rằng ông theo quân đội Pháp đến đồn bốt tại Tu Vũ.
Trong thời kỳ quản nhiệm, giám mục Khuất Văn Tạo quan tâm đến vấn đề đào tạo giáo sĩ. Các linh mục giáo phận Hải Phòng lúc này đều đã cao tuổi, còn lo bị đấu tố nên viễn cảnh giáo phận không còn linh mục là hoàn toàn có thể xảy ra. Các linh mục vì tránh bị phiền phức nên tham gia các tổ chức Ủy ban Mặt trận Tổ Quốc, có linh mục trở thành thành viên Ủy ban Liên lạc Công giáo hoặc Ủy ban Hòa Bình. Giám mục Khuất Văn Tạo không hài lòng về việc này và nhận định tinh thần linh mục Hải Phòng. Giám mục Tạo chú tâm huấn luyện các ứng sinh Đại chủng viện. Riêng về những ứng sinh này cũng gặp khó khăn ngăn cản con đường tu trì. Ngày 21 tháng 12 năm 1963, giám mục Tạo truyền chức phó tế cho 1 chủng sinh và sau đó truyền chức linh mục cho người này vào ngày 1 tháng 3 năm 1964. Giám mục Tạo còn truyền chức linh mục cho 5 người khác. Về chủng viện, linh mục Lôrensô Phạm Hân Quynh đóng vai trò Giám đốc và giáo sư duy nhất của chủng viện. Ngoài ra, linh mục này còn đảm nhận vai trò thư ký của giám mục Tạo. Cuối tháng 10 năm 1960 thì linh mục Quynh được đưa đi quản chế. Giám mục Tạo phản đối bản án này.
Hồi ký của giám mục Khuất Văn Tạo kết thúc năm 1964. Phần hồi ký chương 18 nói về biến cố ông bị bắt đến đồn bốt tại Tu Vũ, được xuất bản thành chương cuối cùng của cuốn sách Chứng từ của một Mục Tử. Ngoài ra, rất có thể ông còn viết hồi ký nhưng đã bị lưu lạc.
Ngoài các thành viên Ủy ban Liên lạc Công giáo đến Tòa giám mục gây áp lực, giám mục Khuất Văn Tạo và các cộng sự nhiều lần bị triệu tập ra Ủy ban Hành chính, Mặt trận Tổ quốc, Sở công an Thành phố Hải Phòng nhằm trả lời nhiều vấn đề chất vấn. Tòa giám mục cũng nhiều lần bị lục soát với tần suất cao và có tháng lên đến 2-3 lần. Những vi phạm hành chính thường quy phạt gạo và việc này làm giám mục Khuất Văn Tạo phải ăn cháo dài ngày. Giám mục Khuất Văn Tạo đối mặt với nhiều khó khăn: Nhiều cộng sự với giám mục Tạo bị bắt giam, bị tước phiếu mua gạo, bị thẩm vấn nhiều lần.

### Những năm cuối đời
Năm 1974, giám mục Khuất Văn Tạo viết di chúc dài hơn 3 trang khổ A5, trong đó nội dung nói về hoặc nói với giám mục mà ông mong muốn đặt làm Giám quản Tông Tòa giáo phận Hải Phòng là giám mục Phaolô Giuse Phạm Đình Tụng, giám mục chính tòa giáo phận Bắc Ninh. Từ sau khi viết di chúc, sức khỏe giám mục Tạo hồi phục và ổn hơn, nhưng ông trở nên kém minh mẫn và thường tự ý ra ngoài nhưng không có mục đích gì. Đến đầu năm 1977, ông bị tai biến, méo miệng.
Nhằm chữa bệnh cho giám mục Tạo, giáo phận tìm các phương thuốc chữa Đông và Tây y nhưng vì thể trạng ông lúc này quá yếu và suy kiệt nên khó có thể hồi phục. Cân nặng lúc này của ông chỉ còn khoảng 40 kg. Tháng 7 năm 1977, giám mục Khuất Văn Tạo nhập viện tại bệnh viện Việt – Tiệp. Sau mấy ngày nằm viện tại đây, các linh mục họp và thống nhất đưa giám mục giáo phận về Toà giám mục Hải Phòng để chăm sóc. Giám mục Khuất Văn Tạo xuất viện trong tình trạng hôn mê, thở gấp và mạnh bằng miệng. Về tòa giám mục, ông được đặt nằm trên chiếc giường mây và không thể ăn uống. Các linh mục quyết định đổ nước cho ông để làm dịu cổ họng.
Giám mục Phêrô Maria Khuất Văn Tạo qua đời sau vài ngày nằm bất động và thở dồn, ngày 18 tháng 8 năm 1977, thọ 77 tuổi, được an táng trong nhà thờ chính tòa Hải Phòng.
Nhiều giáo dân hay tin giám mục Khuất Văn Tạo qua đời đã đi bộ đến Hải Phòng để tham gia lễ viếng và cầu nguyện cho cố giám mục. Nghi thức viếng và cầu nguyện tổ chức liên tiếp trong ba ngày và thi hài quàn trong Nhà thờ chính tòa Hải phòng. Trong ba ngày này, Tòa giám mục luôn có giáo dân đông nghịt với khăn tang trắng. Chính quyền không chấp nhận đề nghị rước quan tài của giám mục Khuất Văn Tạo từ Tòa giám mục đến nhà thờ chính tòa với lộ trình khoảng 180 mét, do đó, quan tài ông được đặt sẵn trên huyệt mộ để an táng ngay sau lễ tang. Ông là giám mục đầu tiên được an táng trong lòng Nhà thờ Chính tòa Hải Phòng.

## Nhận định
Trong bài viết Chứng Từ Của Một Mục Tử, với những con chiên ghẻ, Vũ Thành An nhận xét:
| “ | Có người phê phán thái độ quá cương nghị của Đức Cha Tạo đối với Cộng Sản và những người Công Giáo hợp tác với họ. Nhưng thiển nghĩ ngài là hoa trái của nền giáo dục Piô XII bất khoan dung với cả chủ nghĩa cộng sản lẫn người cộng sản trong khi người cộng sản Việt Nam là hoa trái của chủ nghĩa Lenin Staline hoàn toàn bất khoan dung với đạo Công Giáo và người Công Giáo. Đức Gioan XXIII có mang đến một thay đổi não trạng nào đó đối với người cộng sản nhưng cả Giáo Hội miền Bắc lẫn người cộng sản Việt Nam lúc đó đều không lưu ý đến làn gió mới chỉ có tính thoang thoảng đâu đó mà thôi. Cụ thể, Đức Cha chỉ nhắc đến việc học hỏi Thông Điệp Mẫu Sư (Mater et Magistra), chứ không nhắc chi tới Thông Điệp Hòa Bình Trên Trái Đất (Pacem in Terris) của Thánh Giáo Hoàng này. | ” |

## Tông truyền
Giám mục Phêrô Maria Khuất Văn Tạo được tấn phong năm 1956, dưới thời Giáo hoàng Piô XII, bởi:
- Giám mục Chủ phong: Giám mục Jean-Maria Mazé, M.E.P., Đại diện Tông Tòa Hạt Đại diện Tông Tòa Hưng Hóa.

Giám mục Phêrô Maria Khuất Văn Tạo là Giám mục phụ phong cho giám mục:
- Năm 1971, giám mục Phêrô Maria Nguyễn Năng, cố giám mục chính tòa Giáo phận Vinh.